# ProjeKct Three
ProjeKct Three er en fraktion af den engelske musikgruppe King Crimson. I perioden 1997-1999 "fraKctaliserede" gruppen King Crimson sig i fire undergrupper, kaldet ProjeKcts. Den tredje "fraKctal", ProjeKct Three eller blot P3, bestod af Robert Fripp (guitar). Trey Gunn (Warr-guitar, tale) og Pat Mastelotto (trommer). ProjeKct Three var den sidste af de planlagte undergrupper, der optrådte live.
| Musikgruppe | Spire Denne artikel om en musikgruppe er en spire som bør udbygges. Du er velkommen til at hjælpe Wikipedia ved at udvide den. |